# Yuri Costa
Yuri Costa (Nilópolis, Rio de Janeiro, 1996), é um cineasta e Roteirista brasileiro, diretor dos curta-metragens ELEGUÁ (2018), EGUM (2020) e E Seu Corpo É Belo (2024). Com eles, acumula mais de 100 seleções oficiais e 25 prêmios entre festivais nacionais e internacionais. Colaborou, também, nas séries Os Roni e Dias Perfeitos (série).
Faz parte da nova geração do cinema negro brasileiro e seus filmes fazem parte do movimento Afro-Surrealista.

## Biografia
Nasceu em Nilópolis, Baixada Fluminense, em 1996. É formado em Comunicação Social na Escola de Comunicação da Universidade Federal do Rio de Janeiro.
Em sua graduação, ao pesquisar cinema negro, liderou o projeto Cinemas Negros e Descolonização, em 2018. Também foi membro do projeto de Teatro Experimental do Negro Afrocena. Deste período universitário, resultaram seus dois primeiros filmes, ELEGUÁ (2018) e EGUM (2020), sendo o segundo seu Trabalho de Conclusão de Curso. É associado da Associação de Profissionais do Audiovisual Negro.

### ELEGUÁ(2018)
Exibido em mais de 20 festivais nacionais e internacionais, ELEGUÁ (2018) foi produzido com orçamento mínimo durante a graduação do diretor na Universidade Federal do Rio de Janeiro. Ao longo de sua carreira, recebeu três prêmios: Melhor Filme da Mostra Afluentes no 3 Margens: Festival Latino-Americano de Cinema e Menção Honrosa e Prêmio Jogo de Cena no MOV: Festival Internacional de Cinema Universitário de Pernambuco.

### EGUM(2020)
O segundo curta-metragem de Costa, EGUM (2020), um horror psicológico do estilo “cabin fever” feito a partir de financiamento coletivo com equipe majoritariamente negra, é também seu Trabalho de Conclusão de Curso na Escola de Comunicação da Universidade Federal do Rio de Janeiro. Descrito como um curta de terror sobre o genocídio da população negra por Joana Oliveira do El País e como "o amedrontamento provocado pelo regime escravocrata brasileiro" por Marcelo Miranda da Folha de S.Paulo, EGUM foi premiado como melhor filme da Mostra Foco pelo júri oficial da 23ª Mostra de Cinema de Tiradentes. Filippo Pitanga do Almanaque Virtual escreveu: "O uso da lei do eterno retorno aqui é para criar um manancial de referências e opressões traumáticas que não deixam de existir na base de uma identidade negra, mas também todos os símbolos de resistência que sobrevém a isto por eras de luta e perseverança da sua cultura". Ambos os filmes são descritos como exemplos do Afro-Surrealismo no cinema.

### E Seu Corpo É Belo(2024)
Financiado por editais da RioFilme e da Fundação de Artes do Estado do Rio de Janeiro, E Seu Corpo É Belo é ambientado no período da Black Rio e descrito como uma homenagem à Blaxploitation, mesclando de terror queer, romance e musical. Teve sua estreia no Festival do Rio de 2024.

## Filmografia

### Cinema
| Ano  | Título             | Função                                 | Notas                                                              | Ref          |
| ---- | ------------------ | -------------------------------------- | ------------------------------------------------------------------ | ------------ |
| 2018 | ELEGUÁ             | Diretor, co-roteirista e produtor      |                                                                    | [ 6 ] [ 1 ]  |
| 2020 | EGUM               | Diretor, roteirista, produtor e editor | Selecionado em mais de 80 festivais, acumulando mais de 20 prêmios | [ 6 ] [ 1 ]  |
| 2024 | E Seu Corpo É Belo | Diretor, roteirista e produtor         |                                                                    | [ 4 ] [ 12 ] |

### Televisão e streaming
| Ano  | Título                             | Função                 | Notas                                                                    | Ref   |
| ---- | ---------------------------------- | ---------------------- | ------------------------------------------------------------------------ | ----- |
| 2020 | Os Roni - 3ª Temporada             | Assistente de roteiro  |                                                                          | [ 1 ] |
| 2022 | Ondas de Poder                     | Assistente de roteiro  | Dirigido por Viviane Ferreira para Fundo de População das Nações Unidas. | [ 1 ] |
| 2024 | Afrolatinas: 30 Anos em Movimentos | Pesquisador            | Documentário em VR dirigido por Viviane Ferreira.                        | [ 1 ] |
| 2025 | Dias Perfeitos (série)             | Roteirista colaborador | Adaptado da obra de Raphael Montes.                                      | [ 5 ] |

## Principais premiações
| Ano  | Festival                                                                       | Categoria                                 | Obra               | Resultado      |
| ---- | ------------------------------------------------------------------------------ | ----------------------------------------- | ------------------ | -------------- |
| 2018 | 25th OpenEyes Marburg                                                          | International Competition                 | ELEGUÁ             | Indicado       |
| 2018 | 28º Curta Cinema: Festival Internacional de Curtas-Metragens do Rio de Janeiro | Competição Nacional                       | ELEGUÁ             | Indicado       |
| 2018 | 3 Margens: Festival Latino-Americano de Cinema                                 | Mostra Afluentes                          | ELEGUÁ             | Venceu         |
| 2019 | Festival Internacional de Cinema Universitário de Pernambuco                   | Menção Honrosa                            | ELEGUÁ             | Venceu         |
| 2019 | Festival Internacional de Cinema Universitário de Pernambuco                   | Jogo de Cena                              | ELEGUÁ             | Venceu         |
| 2020 | 23ª Mostra de Cinema de Tiradentes                                             | Melhor Filme: Mostra Foco                 | EGUM               | Venceu         |
| 2020 | Kinoforum - Festival Internacional de Curtas-Metragens de São Paulo            | Favoritos do Público                      | EGUM               | Venceu         |
| 2020 | Circuito Penedo de Cinema                                                      | Melhor Filme: Júri Popular                | EGUM               | Venceu         |
| 2020 | AMAA - African Movie Academy Awards                                            | Best Diaspora Short                       | EGUM               | Indicado       |
| 2021 | Grande Prêmio do Cinema Brasileiro                                             | Melhor Curta-Metragem                     | EGUM               | Indicado       |
| 2021 | 16º Shorts Mexico                                                              | Seleção oficial                           | EGUM               | Indicado       |
| 2021 | FICValdivia 2020 – 27º Festival Internacional de Cine de Valdivia              | Mejor Cortometraje Latinoamericano        | EGUM               | Indicado       |
| 2021 | 37th Chicago Latino Film Festival                                              | Best Short                                | EGUM               | Indicado       |
| 2024 | Festival do Rio                                                                | Melhor Curta-Metragem: Mostra Novos Rumos | E Seu Corpo É Belo | Menção honrosa |